# کاودار
کاودار (ترکی آذربایجانی: Kavdar) یک منطقهٔ مسکونی در جمهوری آرتساخ است که در استان کاشاتاق واقع شده‌است.